# Leucospidae
I Leucospidi (Leucospidae Fabricius, 1775) sono una piccola famiglia di insetti (Hymenoptera Chalcidoidea) comprendente specie parassitoidi ectofaghe di Imenotteri Aculeati.

## Descrizione
I Leucospidi si distinguono nettamente dagli altri Calcidoidi per diversi evidenti caratteri morfologici, in parte condivisi con la famiglia dei Calcididi. Sono frequenti i fenomeni di mimetismo, in quanto spesso si confondono con le vespe, ma non ci sono rapporti trofici tra il leucospide e la specie imitata.
Sono insetti abbastanza grandi rispetto alle dimensioni tipiche dei Calcidoidi, con corpo di lunghezza dell'ordine di 1-16 mm. Il corpo imita nella colorazione quello delle vespe e spesso presenta colori metallici.
Il capo porta antenne genicolate, con funicolo composto da 8 articoli, e un marcato sviluppo del complesso maxillo-labiale. Il torace è robusto e mostra le tegule particolarmente allungate. Il propodeo è molto stretto e poco visibile. Le zampe posteriori mostrano i femori notevolmente ingrossati e ventralmente dentati e le tibie arcuate. Le ali anteriori sono ripiegate longitudinalmente in fase di riposo e mostrano una lunga vena postmarginale.
L'addome presenta come caratteri morfologici evidenti la colorazione del gastro, tipicamente zonata a bande gialle o rosse come nelle vespe, e la notevole lunghezza dell'ovopositore nelle femmine. Questo sporge ventralmente e si ripiega sul dorso dell'addome fino al torace.

## Biologia
La biologia di questa famiglia è poco conosciuta. Le specie più conosciute si comportano come ectoparassite soprattutto di larve di Imenotteri Apoidei solitari. Ad esempio, Leucospis gigas, una delle specie più comuni, è associata a imenotteri del genere Megachile (M. parietina
M. pyrenaica, M. sicula).
Le femmine cercano gli ospiti nei potenziali nidi, in genere costruiti nel legno o in cavità di fango, impiegando anche ore per individuare la vittima. Una volta individuata la larva ospite depone più uova nel nido, ma solo una delle larve del parassitoide riesce a completare lo sviluppo. Dal momento che le femmine non sono in grado di riconoscere ospiti già attaccati da altri parassitoidi, i Leucospidi possono comportarsi anche come iperparassiti.

## Distribuzione
La maggior parte dei Leucospidi è diffusa in regioni tropicali o subtropicali. Alcune specie hanno una diffusione neartica o paleartica.

## Sistematica e filogenesi
I Leucospidi hanno affinità filogenetica e morfologica con i Calcididi, nei quali sono stati in passato inseriti al rango di sottofamiglia.
Si differenziano morfologicamente dai Calcididi per diversi caratteri come lo sviluppo del complesso maxillo-labiale, la presenza di 8 articoli nel funicolo delle antenne, lo sviluppo della vena postmarginale nelle ali anteriori e il ripiegamento longitudinale dell'ala in riposo, lo sviluppo dell'ovopositore e il suo ripiegamento sul dorso dell'addome.
La famiglia è suddivisa in 4 generi comprendenti circa 130 specie:
- Leucospis Fabricius 1775
- Micrapion Kriechbaumer 1894
- Neleucospis Boucek 1974
- Polistomorpha Westwood 1839